# Schopfkuckucke

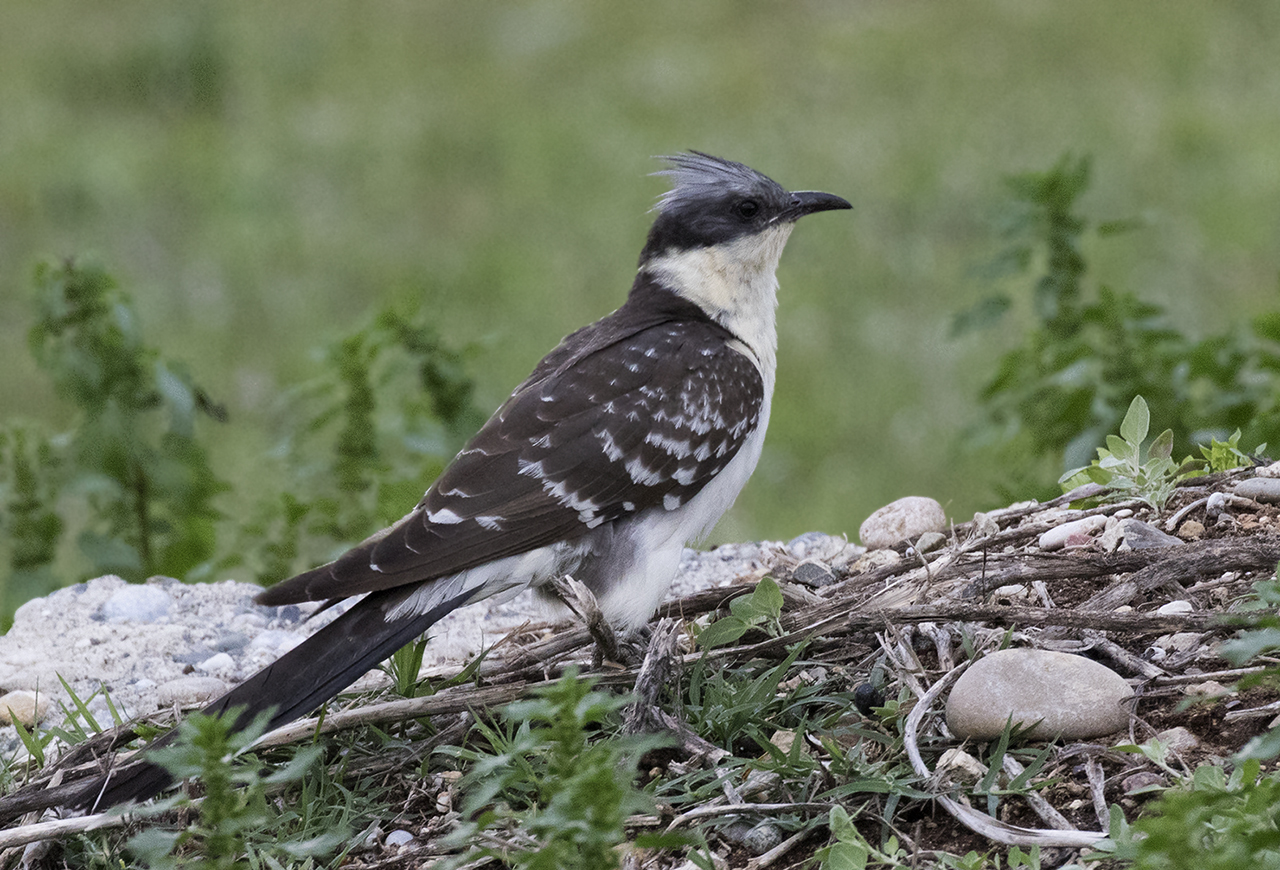
Häherkuckuck

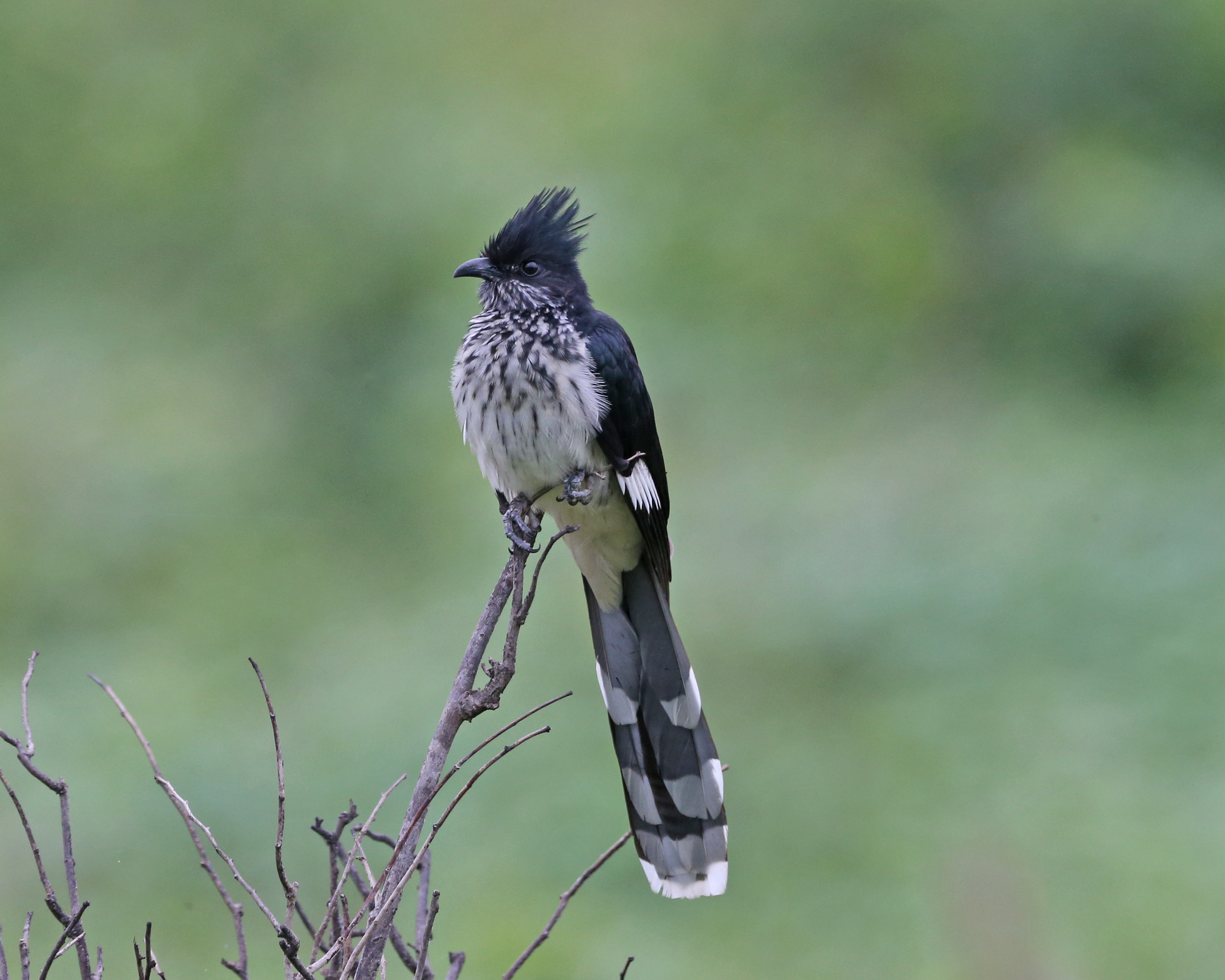
Kapkuckuck

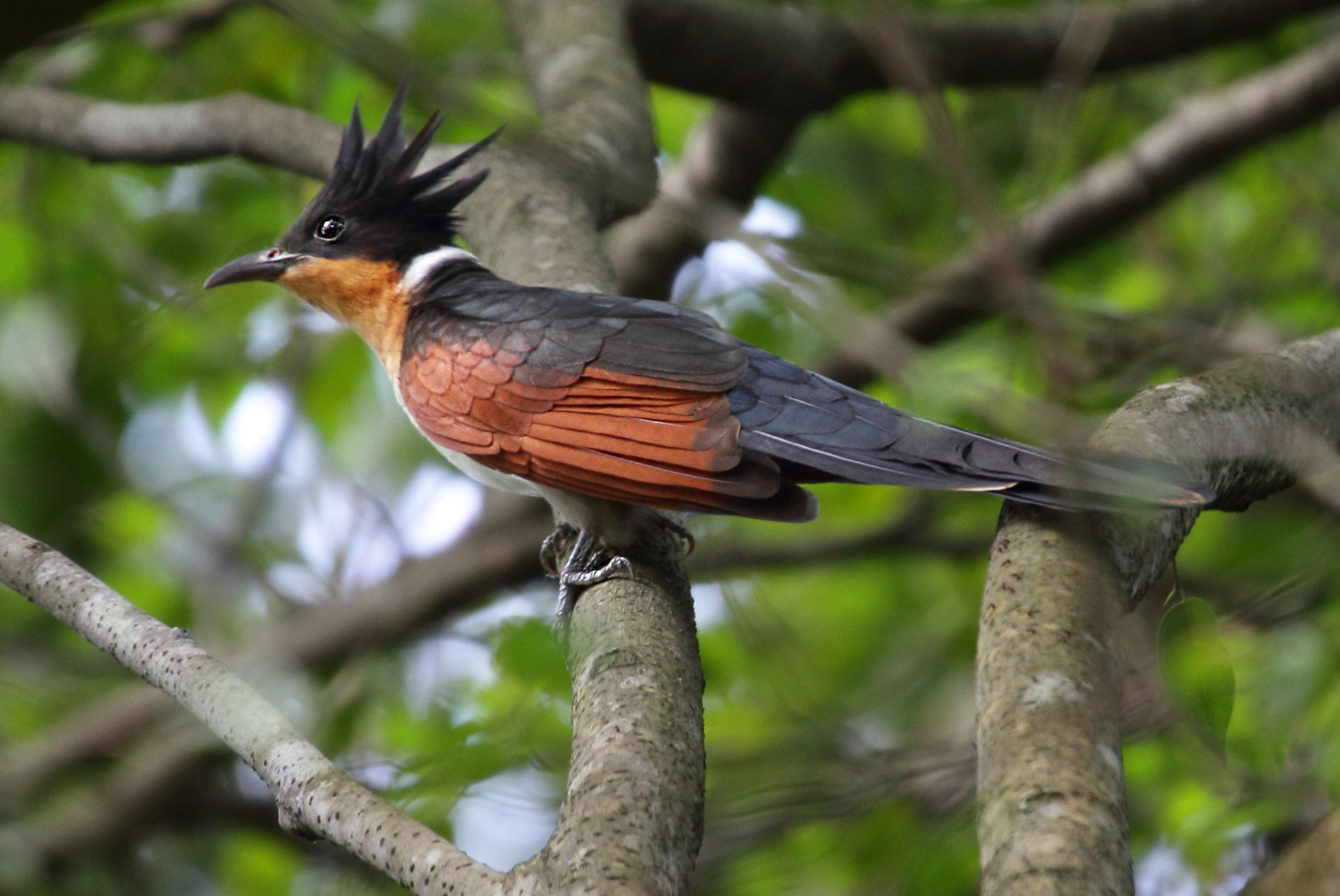
Koromandelkuckuck

Die Schopfkuckucke (Clamator) sind eine Gattung großer Kuckucke, die alle eine Federhaube und gestufte Schwanzfedern aufweisen. Zu ihnen gehört auch der Häherkuckuck, neben dem Kuckuck der einzige weitere in Europa brütende Kuckuck. Der Gattungsname clamator leitet sich von dem lateinischen Wort clamare ("schreien") ab und ist ein Hinweis auf die lauten Stimmäußerungen der Arten dieser Gattung.

## Merkmale
Bei den Schopfkuckucken handelt es sich um mittelgroße bis große Kuckucke, bei denen sich die Geschlechter kaum unterscheiden. Es sind grundsätzlich langschwänzige, schlanke Kuckucke, die alle eine auffällige sträubbare Federhaube aufweisen. Die größte Art ist der Koromandelkuckuck, der eine Körperlänge von bis zu 46 Zentimeter erreichen kann.
Von einer dunklen Farbmorphe des Jakobinerkuckucks abgesehen sind alle vier Arten auf der Körperunterseite hell, die Körperoberseite ist überwiegend grau, braun oder schwarz. Der Koromandelkuckuck ist mit seinen auffallend kastanienbraunen Flügeln die farbenprächtigste Art.

## Brutparasitismus
Alle vier Arten der Gattung sind obligatorische Brutschmarotzer. Ihr Brutverhalten ist dem Menschen schon lange bekannt: Jahangir, ein Herrscher des Mogulreiches (1605–1627), hielt bereits fest, dass der Jakobinerkuckuck Timalien als Wirtsvögel nutze. Der Jakobinerkuckuck ist damit nach dem Indischen Koel und dem eurasischen Kuckuck die historisch gesehen dritte Art, für den Menschen dies festhielten. Für den Häherkuckuck, der unter anderem im Süden Europas vorkommt, wurde dies erst 1853 durch Alfred Brehm festgestellt.
Anders als beim Kuckuck schlüpfen bei den Schopfkuckucken auch Jungvögel des Wirtsvogels, wenn auch eine geringere Zahl als bei nicht von Schöpfkuckucken parasitierten Nestern. Auf Grund der stärkeren Durchsetzungsfähigkeit der Schopfkuckuck-Nestlinge bleiben die Wirtsvogeljungen im Wachstum zurück und ein Teil von ihnen verhungert. Der Häherkuckuck parasitiert bevorzugt Elstern und Aaskrähen und damit Vögel, die größer sind als er. Die anderen Arten parasitieren kleinere Vögel.

## Verbreitungsgebiet
Der Häherkuckuck ist die einzige Art aus der Gattung Clamator, die auch in Europa vorkommt. Sein Verbreitungsgebiet umfasst Südwest- und Südeuropa, Kleinasien bis in den Westiran und bis nach Oberägypten sowie Teile Afrikas südlich der Sahara. Während der letzten 50 Jahre hat er sein Verbreitungsgebiet im Süden Europas etwas ausgedehnt und ist in Spanien, Frankreich und in Italien häufiger geworden. In Mitteleuropa ist er ein nur selten nachgewiesener Irrgast. Bei den Irrgästen handelt es sich vorwiegend um dismigrierende Jungvögel. In Deutschland wurde er bis 2007 20-mal beobachtet, in der Schweizer neunmal und in Österreich mindestens fünfmal.
Der Koromandelkuckuck ist eine Art der Orientalis, der unter anderem in Nepal, Bhutan, Bangladesch, Burma und Thailand vorkommt. Während des Winterhalbjahres ist er im Süden Indiens sowie bis auf die philippinischen Inseln vertreten. Der Kapkuckuck ist dagegen eine afrikanische Art, die von Mauretanien, Senegal und Gambia bis nach Äthiopien und Somalia vorkommt. Sein südliches Verbreitungsgebiet reicht bis nach Transvaal, Natal und dem Osten der Kapregion. Der Jakobinerkuckuck schließlich hat das größte Verbreitungsgebiet der Art. Er kommt sowohl in der Afrotropis bis in die Orientalis vor: Sein Verbreitungsgebiet reicht von der Subsahara Afrikas über den Iran bis nach Sri Lanka und Burma. Vereinzelt kommt er sogar in Tibet vor.

## Arten
Es werden vier Arten unterschieden:
- Häherkuckuck, Clamator glandarius
- Jakobinerkuckuck, Clamator jacobinus
- Kapkuckuck, Clamator levaillantii
- Koromandelkuckuck, Clamator coromandus

## Einzelbelege
1. ↑  James A Jobling: The Helm Dictionary of Scientific Bird Names. Christopher Helm, London 2010, ISBN 978-1-4081-2501-4.
2. ↑   Erhitzøe, Mann, Brammer, Fuller: Cuckoos of the World. S. 260.
3. ↑  Davies: Cuckoos, Cowbirds and Other Cheats. S. 3
4. ↑  Davies: Cuckoos, Cowbirds and Other Cheats. S. 19.
5. ↑   Erhitzøe, Mann, Brammer, Fuller: Cuckoos of the World. S. 260 bis S. 273.
6. ↑   Davies: Cuckoos, Cowbirds and Other Cheats. S. 99.
7. ↑   Erhitzøe, Mann, Brammer, Fuller: Cuckoos of the World. S. 264.
8. ↑   Erhitzøe, Mann, Brammer, Fuller: Cuckoos of the World. S. 268.
9. ↑   Erhitzøe, Mann, Brammer, Fuller: Cuckoos of the World. S. 271.